# Eumasia testata
Eumasia testata är en fjärilsart som beskrevs av Edward Meyrick 1911. Eumasia testata ingår i släktet Eumasia och familjen säckspinnare. Inga underarter finns listade i Catalogue of Life.